# Tricentrus biformis
Tricentrus biformis är en insektsart som beskrevs av Kato 1930. Tricentrus biformis ingår i släktet Tricentrus och familjen hornstritar. Inga underarter finns listade i Catalogue of Life.